# Cegłów (gromada w powiecie mińskim)
Cegłów – dawna gromada, czyli najmniejsza jednostka podziału terytorialnego Polskiej Rzeczypospolitej Ludowej w latach 1954–1972.
Gromady, z gromadzkimi radami narodowymi (GRN) jako organami władzy najniższego stopnia na wsi, funkcjonowały od reformy reorganizującej administrację wiejską przeprowadzonej jesienią 1954 do momentu ich zniesienia z dniem 1 stycznia 1973, tym samym wypierając organizację gminną w latach 1954–1972.
Gromadę Cegłów z siedzibą GRN w Cegłowie (wówczas wsi) utworzono – jako jedną z 8759 gromad na obszarze Polski – w powiecie mińskim w woj. warszawskim, na mocy uchwały nr VI/10/7/54 WRN w Warszawie z dnia 5 października 1954. W skład jednostki weszły obszary dotychczasowych gromad Cegłów, Cisie, Mienia, Pełczanka, Rudnik i Skwarne ze zniesionej gminy Cegłów w tymże powiecie. Dla gromady ustalono 27 członków gromadzkiej rady narodowej.
1 stycznia 1958 do gromady Cegłów przyłączono obszar zniesionej gromady Posiadały w tymże powiecie.
31 grudnia 1961 z gromady Cegłów wyłączono de iure wsie Piaseczno i Posiadały, włączając je do znoszonej gromady Kiczki w tymże powiecie – zmiana, z której ostatecznie zrezygnowano na mocy Uchwały Nr IV-19/61. W końcu do gromady Cegłów 31 grudnia 1961 przyłączono cały obszar zniesionej gromady Kiczki.
Gromada przetrwała do końca 1972 roku, czyli do kolejnej reformy gminnej. 1 stycznia 1973 w powiecie mińskim reaktywowano gminę Cegłów.